# Christian Schaller (Architekt)

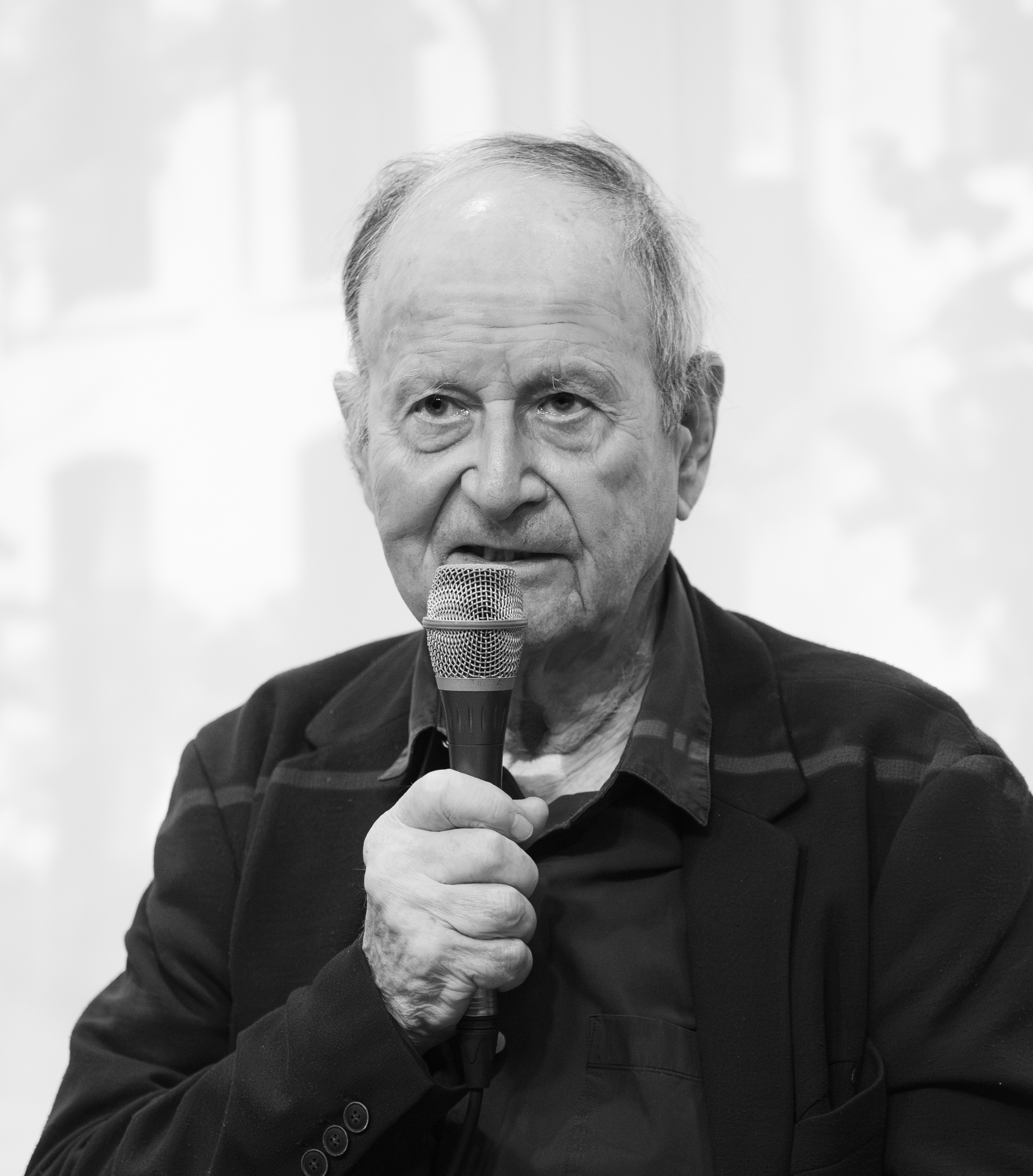
Christian Schaller (2024)

Christian Schaller (* 4. November 1937 in Berlin) ist ein deutscher Architekt mit Wirkungsort Köln und dem Rheinland.

## Werdegang
Schaller wuchs in Höxter bei seiner Mutter auf; sein Vater Fritz Schaller war 1947 nach Köln in die städtische Wiederaufbaugesellschaft berufen worden. Christian Schaller absolvierte ein Studium der Architektur in Hannover, Karlsruhe und an der TU Berlin bei Bernhard Hermkes, wo er 1965 den Abschluss zum Diplom-Ingenieur machte.
Nach dem Studium trat er in das Büro seines Vaters in Köln ein, wo er maßgeblich an der Fertigstellung der Kirche St. Paulus in Neuss-Weckhoven beteiligt war, bei der in Zusammenarbeit mit Stefan Polónyi ein neuartiges Faltbetondach zum Einsatz kam. Weitere Kirchenbauprojekte führte Christian Schaller in Bürogemeinschaft mit seinem Vater (Schaller & Schaller GbR) durch. Allerdings strebte er früh danach, Quartiere statt Einzelbauten zu entwickeln, und gründete zusammen mit weiteren Architekten 1968 (andere Angaben: 1971) die Planungsgruppe design team 8 (dt8), mit der er bis 1991 mit den Schwerpunkten Partizipation, Städte- und Wohnungsbau tätig war. So setzte die Gruppe sich etwa 1978 im Wettbewerb für die Wohnbebauung auf dem Gelände der ehemaligen Stollwerck-Schokoladenfabrik im Kölner Severinsviertel durch, das 1985 fertiggestellt wurde.
Die Gruppe dt8 löste sich 1995 endgültig auf; Schaller arbeitete seit 1992 mit dem Gründungsmitglied Helmut Theodor als Büro Schaller/Theodor Architekten zusammen, bis Theodor 2011 in den Ruhestand ging.
Ein größeres Projekt aus dieser Zeit war die Wohnbebauung am Beethovenpark, die beim Deutschen Architekturpreises eine Anerkennung erhielt.

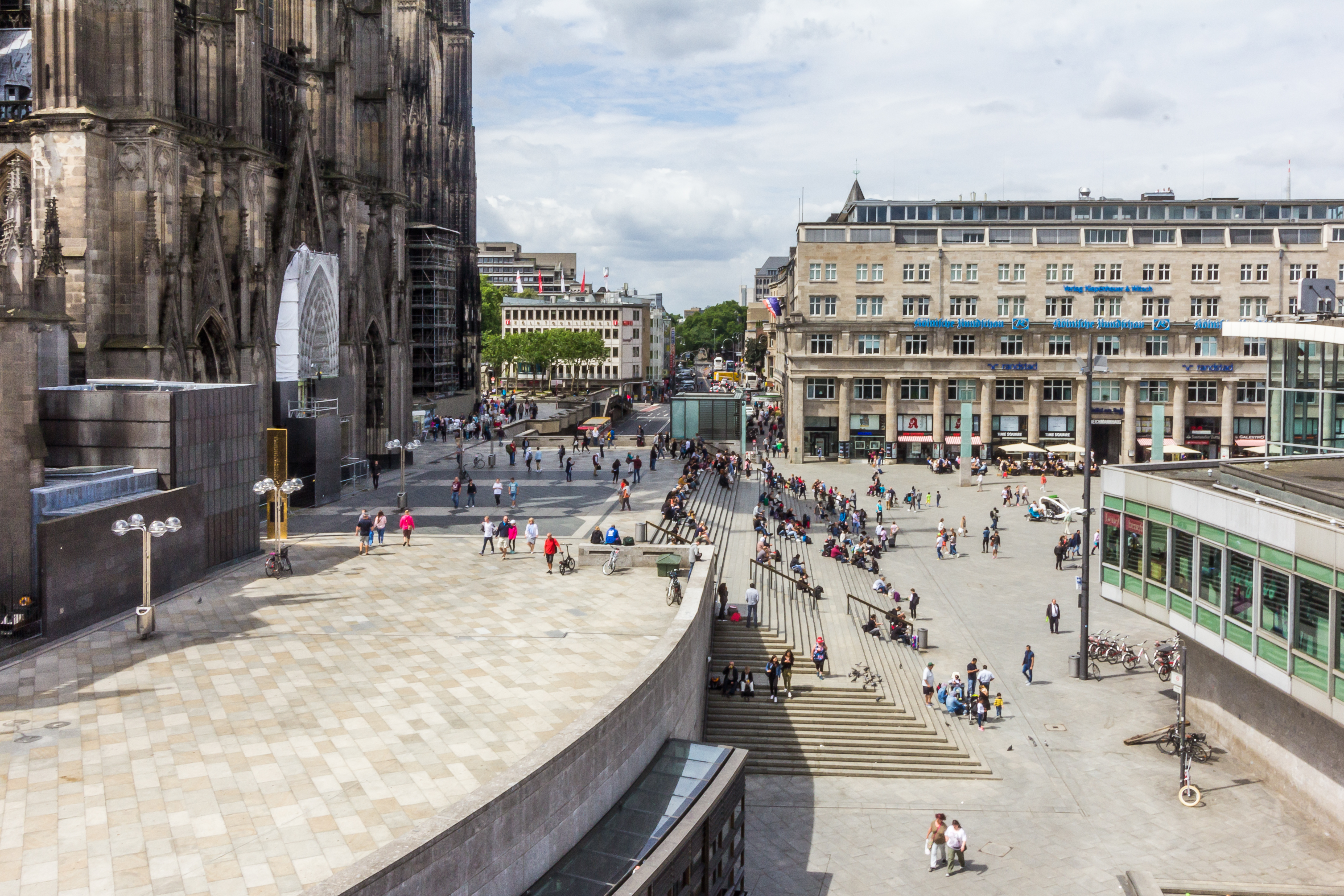
Domtreppe und Bahnhofsvorplatz, Köln

Im Zuge der Neugestaltung der Domumgebung, bei der die von Fritz Schaller entworfene – mit geometrisch-brutalistischen Elementen ausgestattete – Domplatte stark verändert werden sollte, entwickelte Christian Schaller das entscheidende Konzept für die Nordseite mit Treppe und Bahnhofsvorplatz – und setzte auch sein Urheberrecht dahingehend durch, dass er dieses Konzept bis 2006 selbst umsetzen konnte. In diese Periode fiel auch ein großes städtebauliches Projekt in Tianjin, China, das er gemeinsam mit weiteren Partnern in mehreren Abschnitten umsetzte.
Ab 2015 firmierte er als Schaller Partner GbR, ab 2017 als Schaller Architekten Stadtplaner BDA.
Christian Schaller engagierte sich von 1992 bis 2007 im Vorstand des Bundes Deutscher Architekten und war von 2011 bis 2014 Vorsitzender im Haus der Architektur Köln. Außerdem ist er Mitglied im Architektur Forum Rheinland und im Deutschen Werkbund NRW. In diesen Funktionen und darüber hinaus beteiligt er sich regelmäßig an den relevantesten städtebaulichen Diskussionen in Köln.

## Bauten (Auswahl)

### Mit Fritz Schaller
- 1966–1968: St. Paulus in Neuss-Weckhoven

### dt8
- 1974: Wohnhaussiedlung Am Wäldchen, Meckenheim-Merl
- 1978–1985: Wohnbebauung ehemaliges Stollwerck-Gelände
- 1988: Sanierung und Ausbau der denkmalgeschützten Kriegsruine eines Jugendstilhauses, Hülchrather Straße 3, Köln[8][9]
- 1990: „Anno-Riegel“, ehemaliges Stollwerck-Gelände

### Schaller/Theodor bzw. Schaller Partner
- 1994: Wohnbebauung Beethovenpark, Köln
- 2000: U-Bahnhof mit Busbahnhof und P+R Tiefgarage Bensberg[10]
- 2004: Altenberger Hof, Umbau in eine Veranstaltungsstätte mit Restaurant[11]
- 2006: Neubau der Kölner Domtreppe und Neugestaltung des Bahnhofvorplatzes Köln[12]
- 2006: Eisenbahnversicherungskasse Wohn- und Bürogebäude, Volksgartenstraße, Köln
- 2015: U-Bahnhof Chlodwigplatz, Köln

## Auszeichnungen (Auswahl)
- 1971: Kölner Architekturpreis, Herrenschuhladen De Lorenzi
- 1975: Kölner Architekturpreis für Modegeschäft Hermès
- 1980: Kölner Architekturpreis für denkmalgerechte Sanierung des Gasthofes Em Ahle Kohberg, Köln-Merheim
- 1985: Kölner Architekturpreis für Stollwerck-Gelände, Köln
- 1988: Auszeichnung Landeswettbewerb »Ökologisches Bauen« für Hülchrather Straße 3, Köln
- 1989: Auszeichnung vorbildlicher Bauten im Lande Nordrhein-Westfalen für die Stollwerck-Bebauungen[13]
- 1990: Kölner Architekturpreis für die Sanierung der Bottmühle, Köln
- 1990: Kölner Architekturpreis für den Anno-Riegel (Stollwerck-Gelände). Köln
- 1995: Anerkennung Deutscher Architekturpreis für Wohnbebauung Beethovenpark
- 1998: BDA Auszeichnung guter Bauten Bezirksgruppe Ruhrgebiet
- 2006: Anerkennung Kölner Architekturpreis für die neue Domtreppe[14]